# Josef Tabachnyk

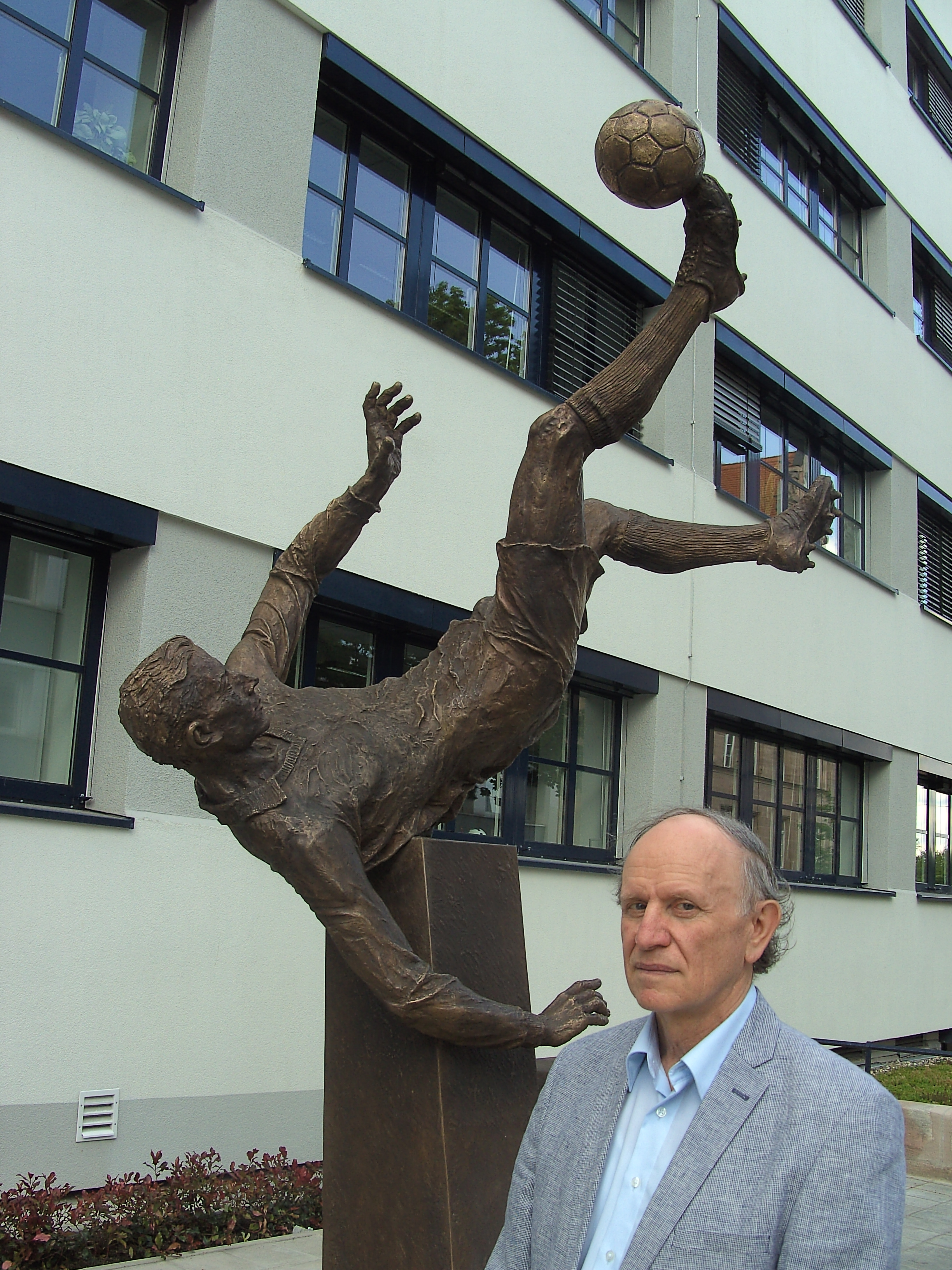
Josef Tabachnyk (2014)

Josef Tabachnyk (* 15. Juli 1947 in Schytomyr) ist ein in Nürnberg lebender Künstler aus der  Ukraine, der sich auf Bronzefiguren von Menschen und Tieren sowie auf abstrakte Skulpturen spezialisiert hat. Zu seinen bekanntesten Werken gehören Knut der Träumer, das Willy-Brandt-Denkmal, eine Adolf-Dassler-Statue sowie Denkmäler für die Kriegsopfer in Sankt Petersburg, Schytomyr, Nowohrad-Wolynskyj und Slowetschne.

## Werdegang
Tabachnyk wurde in der Ukrainischen SSR geboren. Von 1970 bis 1976 studierte er in Leningrad Malerei, Bildhauerei und Architektur. Im Jahr 1997 verließ er die Ukraine und übersiedelte mit seiner Familie nach Deutschland und lebt seitdem in Nürnberg.

## Werke im öffentlichen Raum

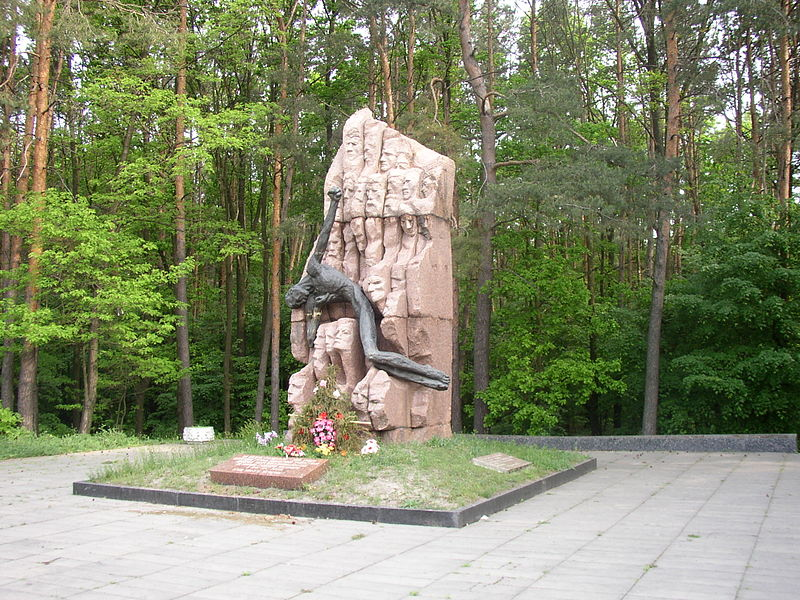
Denkmal für die Opfer des Faschismus in Schytomyr (Ukraine)

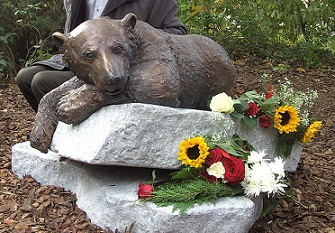
Denkmal Knut der Träumer für den Eisbären Knut im Zoologischen Garten Berlin (Bronze und Granit)

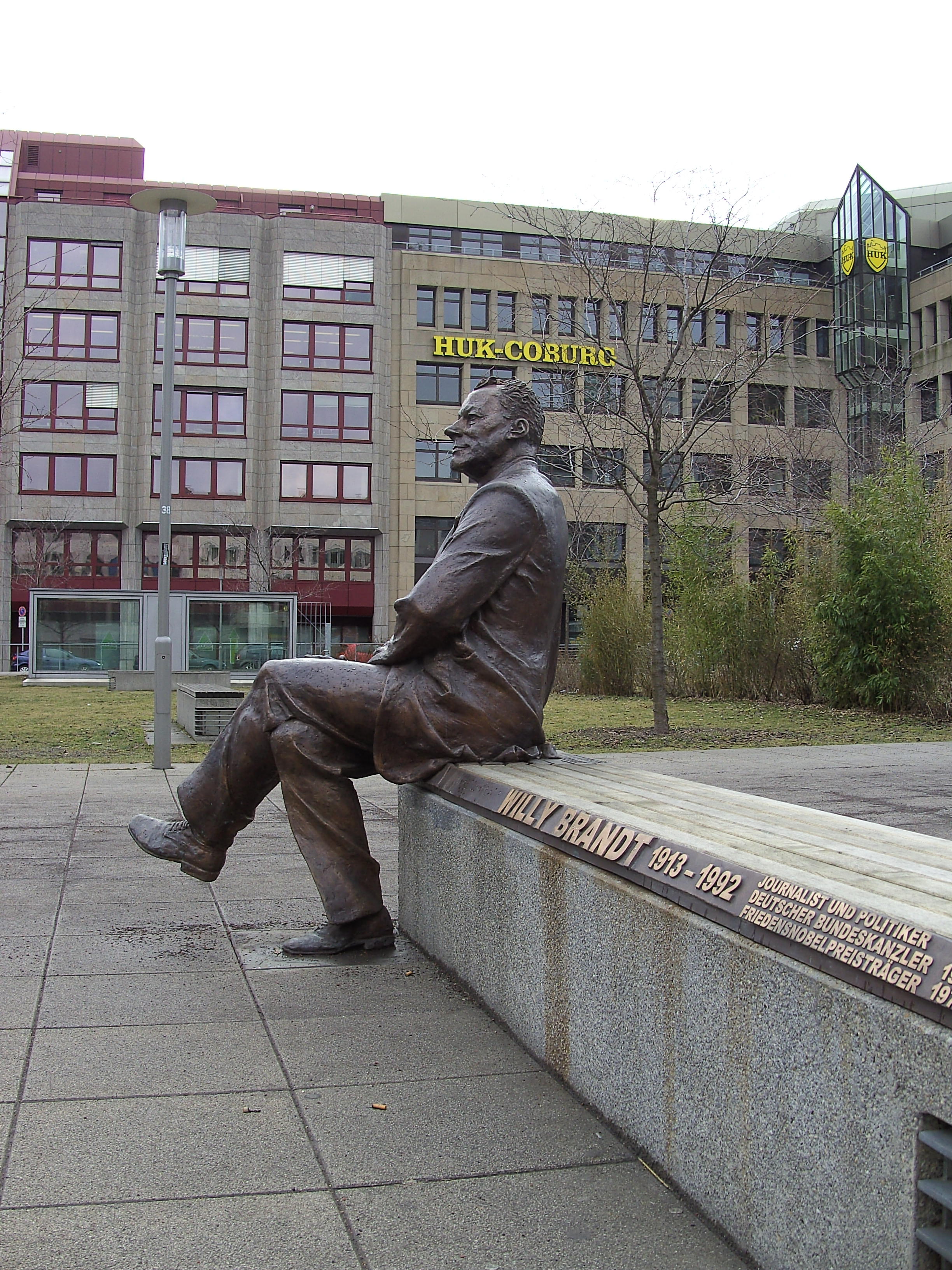
Willy-Brandt-Denkmal Nürnberg, Bronze, 2009

Vor seinem Umzug nach Deutschland hatte Tabachnyk bereits in der Ukraine eine Reihe von Monumenten geschaffen, so noch zur Zeit der Sowjetunion 1980 das granitene Denkmal für die Kopyschtsche-Tragödie in Slowetschne und 1989 die Skulptur von im Erholungspark in Schytomyr zum Märchen Das Zauberpferdchen, das er aus Zement gestaltete. Im Jahr 1996 folgte in seiner Geburtsstadt Schytomyr das Denkmal für die Opfer der Tragödie im Wald von Bogunija, bei der im Zweiten Weltkrieg Kriegsgefangene und Zivilisten erschossen worden waren. Es kombiniert ein 6,5 Meter hohes Monument aus Granit mit einer Figur aus Bronze. In Nowohrad-Wolynskyj wurde 1995 auf dem Massengrab der im Zweiten Weltkrieg erschossenen Juden das Denkmal für die Opfer des Faschismus aus Granit errichtet.
Seit Mai 2006 steht auf dem Gelände des Adi-Dassler-Stadions in Herzogenaurach eine von Tabachnyk geschaffene lebensgroße Skulptur Adolf Dasslers, des Gründers der Firma Adidas.
Im Jahr 2008 gewann Tabachnyk den Wettbewerb zur Gestaltung des Willy-Brandt-Denkmals in Nürnberg. Die Bronzeskulptur auf dem Willy-Brandt-Platz, die den Bundeskanzler und Friedensnobelpreisträger auf einer Bank sitzend zeigt, wurde am 9. November 2009 in Anwesenheit von Nürnbergs Oberbürgermeister Ulrich Maly, Josef Tabachnyk und Weggefährten Brandts wie Hans-Jochen Vogel enthüllt.
Im Aquapark des Nürnberger Tiergartens ist seit dem 11. Mai 2007 die Bronzeskulptur Eisbärengruppe des Künstlers zu sehen. Sie zeigt lebensgroß eine Eisbärenmutter mit ihrem Jungtier in spielerischer Pose.
Eine weitere Bärenplastik, die im November 2010 im Eingangsbereich des Tiergartens in Nürnberg aufgestellt wurde, trägt den Titel Braunbärchen mit Schnecke und stellt einen kleinen, auf dem Rücken liegenden Braunbären dar, der mit einer Schnecke spielt.
Seit November 2012 steht im Wohnstift am Tiergarten in Nürnberg die Bronzeskulptur Lebensbaum. In den Elementen des Baumes sind die verschiedenen Generationen, die bei einem Lebenszyklus eine Rolle spielen, und ihre Bedeutung angedeutet.
Nach einem Ende 2011 durchgeführten Künstlerwettbewerb wurde im Zoologischen Garten Berlin nach Tabachnyks Entwurf das Denkmal Knut der Träumer für den Eisbären Knut aufgestellt. Es besteht aus einem in Bronze gegossenen Eisbären, der auf zwei aus weißem Granit geformten Eisschollen liegt. Am 24. Oktober 2012 enthüllten Zoodirektor Bernhard Blaszkiewitz und Josef Tabachnyk gemeinsam die 1,40 Meter lange und 1,15 Meter breite Figur neben dem Eisbärengehege.
Die Kicker-Statue Tabachnyks, die einen Fußballspieler beim Ausführen eines Fallrückziehers darstellt, wurde am 22. Mai 2014 vor dem neu gestalteten Gebäude des Kicker-Sportmagazins in der Badstraße in Nürnberg enthüllt.
Seit Dezember 2016 steht ein weiteres Exemplar der lebensgroßen Bronzestatue von Adidas-Gründer Adi Dassler im damals neu eröffneten weltweit größten Adidas-Geschäft in New York City und seit Januar 2019 steht ein weiteres Original der Statue am Eingang des Adidas-Stores auf der Avenue des Champs-Élysées in Paris.

## Sonstige Werke
Josef Tabachnyk hat die Skulpturserie Kleine Denkmäler für große Menschen geschaffen, darunter Albert Einstein, Jakob Wassermann, Hermann Kesten und Sigmund Freud. Außerdem arbeitet er an einer Serie, die Tierplastiken beinhaltet.